# Danny O’Brien

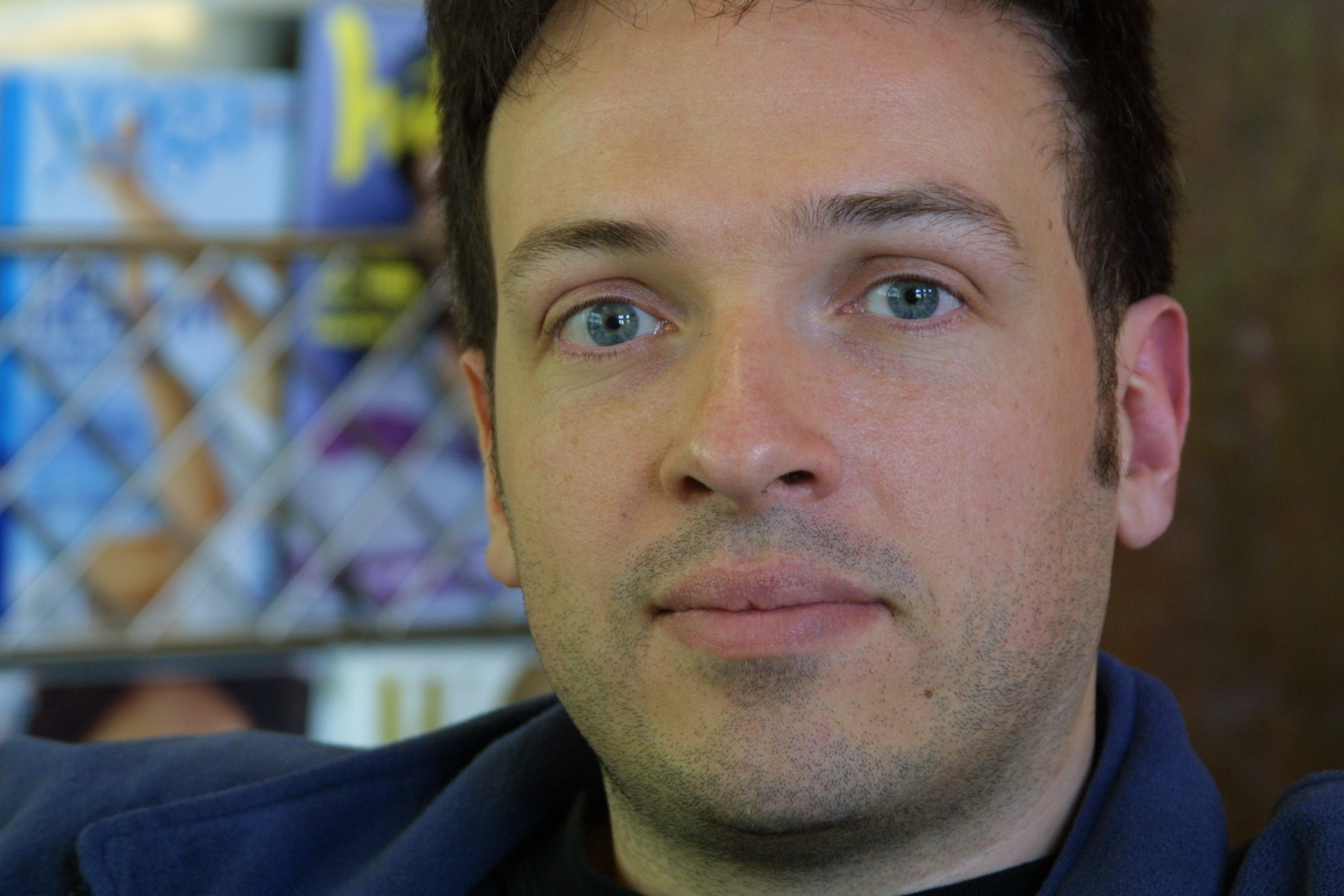
Danny O’Brien (2005)

Danny O’Brien (* 1969) ist ein englischer Technologie-Journalist.

## Leben
Er hat wöchentliche Kolumnen für die Sunday Times und die Irish Times verfasst; vorher schrieb er für The Guardian und agierte als Berater des Guardian bei der Ausarbeitung ihrer Onlinestrategie. Er hat für die britische Ausgabe des Wired gearbeitet und auch für Channel 4 sowie den britischen Internet Service Provider Virgin.net.  Zusammen mit Dave Green gründete er den inzwischen monatlich erscheinenden Newsletter Need To Know. Hier ist er auch immer noch als Autor tätig.
O’Brien stammt ursprünglich aus London, lebt jetzt aber in San Francisco. Im Mai 2005 übernahm er von Ren Bucholz die Funktion als „Activist Coordinator“ für die Electronic Frontier Foundation. Er erstellte auch ein Gelöbnis bei PledgeBank, um bei der Bildung einer Organisation zu helfen, „die eine Kampagne für digitale Rechte in Großbritannien“ koordinieren soll, welches mit zur Bildung der Open Rights Group (ORG) geführt hat, einer britischen Organisation, die sich um die Erhaltung von Datenschutzrechten und ähnliche Themen im Cyberspace kümmert.